# Nội các Balkenende IV

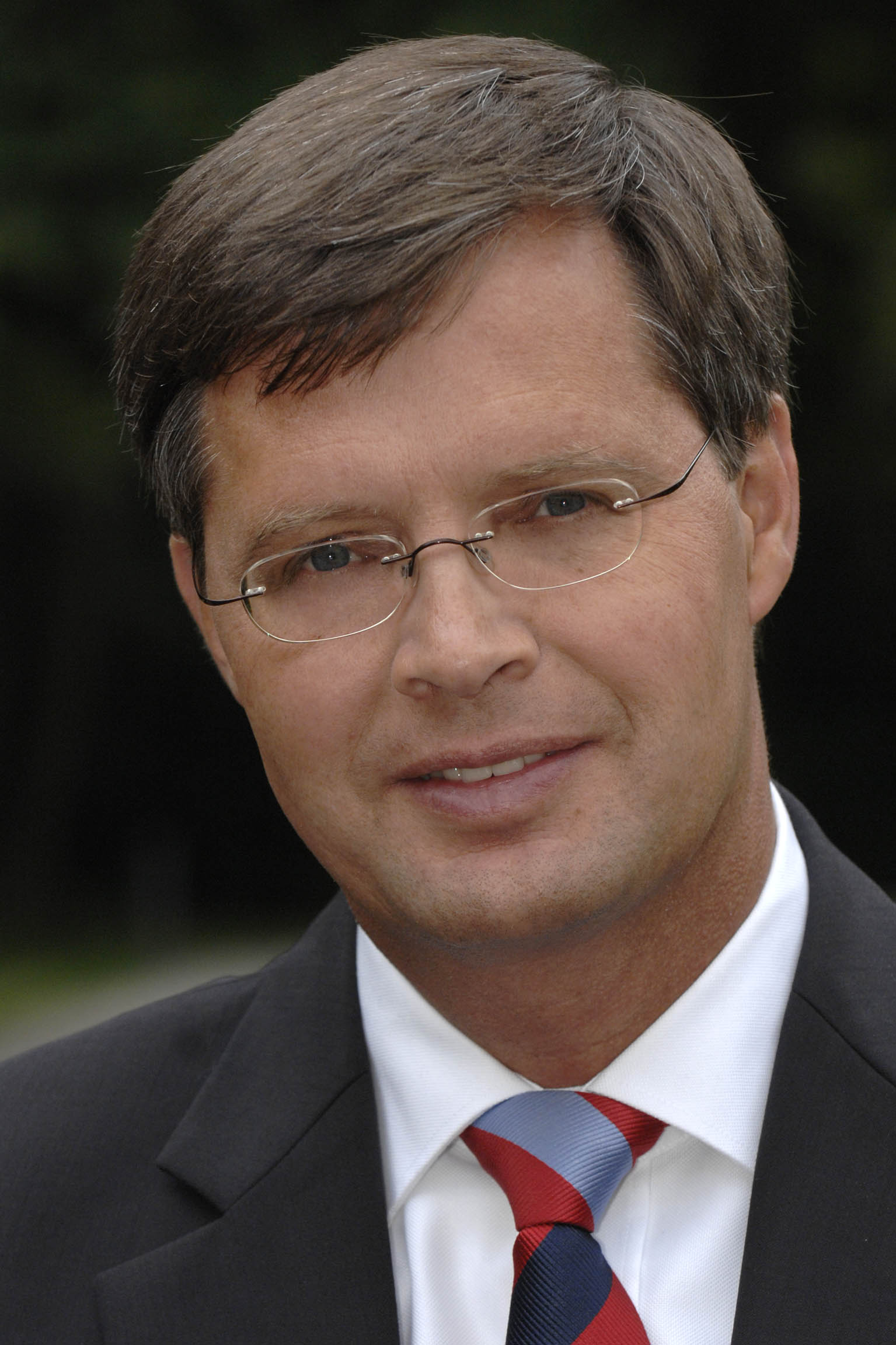
Jan Peter Balkenende

Đệ tứ Nội các Balkenende hay Balkenende IV là nội các liên hiệp Hà Lan được thành lập bởi các đảng chính trị Phúc thẩm Dân chủ Thiên Chúa giáo (CDA), đảng Lao động (PvdA), và Liên bang Thiên Chúa giáo (CU). Nội các này kế nhiệm Nội các Balkenende III sau cuộc bầu cử năm 2006, và được Nữ hoàng Beatrix cài đặt ngày 22 tháng 2 năm 2007. Nội các được đặt tên Balkenende IV theo Thủ tướng Jan Peter Balkenende. Nội các, theo dự định cầm quyền cho đến năm 2011, sụp đổ ngày 20 tháng 2 năm 2010 khi các bộ trưởng Đảng Lao động từ chức qua sự bất đồng về việc có nên mở rộng sứ mệnh quân sự của nước này tại Afghanistan. Bản mẫu:Chính trị Hà Lan